# Bassirou
Bassirou est une commune rurale du Mali de l'arrondissement de Fatoma, dans le cercle de Mopti, et la région de Mopti. 

## Géographie

### Situation
Le village principal de Sampara est situé à 20 km au nord de Sévaré, entre la RN16 et le fleuve Niger.
La commune de Bassirou est limitée au nord par la commune de Kounari, au sud par la commune de Fatoma, à l’est par la commune de Kounari et Fatoma et à l’ouest par la commune de Kounari.
|         | Kounari  |         |
| Kounari | Bassirou | Kounari |
|         | Fatoma   |         |

L’environnement est caractérisé par une végétation constituée essentiellement de quelques rares épineux et de balanzans.

### Hydrographie
La commune est traversée par le Yamé qui tire sa source dans la commune de Bandiagara. Le relief de la commune est formé de nombreuses plaines inondables et des sols argilo sableux et argilo limoneux.

### Climat
Le climat de la commune est de type aride. On y observe deux grandes saisons : une saison des pluies allant de juillet à septembre et une longue saison sèche qui va d’octobre à juin. La moyenne pluviométrique annuelle, variable d’une année à une autre et généralement mal répartie, est d'environ 400 mm.

## Histoire
La commune de Bassirou est créée en 1996 par la loi 96-059 portant sur la création des communes. Elle est issue de l’ex-arrondissement de Fatoma qui a donné naissance à deux autres communes.

## Population
Bassirou compte 2064 habitants en 2009 contre 1369 en 1998. Les hommes sont au nombre de 891 et les femmes au nombre de 1 173. La population est répartie en 417 ménages.
La population est essentiellement composée de Diawambé commerçants, de Peulhs éleveurs, de Rimaibés et Bobos agriculteurs et de Bozos pêcheurs.

## Villages
La commune s'étend sur 5 localités relevées lors du recensement général de 2009. 
Le village le plus peuplé est :
- Sampara (768 habitants)

Les autres villages sont :
- Moussawel
- Pathia
- Saresana
- Tomonthiera

## Économie
La commune pratique l'agriculture et cultive notamment du mil, du sorgho, du maïs, du niébé et des arachides. La superficie cultivable est estimée à 2310 Ha pour une superficie cultivée de 1867 ha, ce qui représente un taux de mise en valeur de 81 %. Le pâturage constitue une deuxième activité importante pour la commune. La pêche de type surtout traditionnel n’est pas développée.

## Transport
La commune Bassiro est à proximité de la route nationale 16 ce qui fait d’elle l’une des communes du cercle le plus accessible en toute saison. Les villages de l’intérieur sont reliés par des pistes praticables en toute saison. Les moyens de transport les plus utilisés sont les charrettes. Elles servent aussi au transport des personnes et des biens.

## Scolarité
La commune affiche un taux de scolarisation de plus de 90 %.
La commune dispose de deux écoles de 1ᵉʳ cycle équipées et quatre centres d’alphabétisation fonctionnels non équipés dans les villages de Moussawal, Pathia, Sampara et Tomonthiéra.